# Area del tufo
L'area del tufo si trova nell'estremità sud-orientale della provincia di Grosseto e comprende gli interi territori comunali di Pitigliano e Sorano, alle cui estremità orientali si sviluppano le prime propaggini dei Monti Volsini; vi può essere inclusa anche una parte del comune di Castell'Azzara.
Geograficamente l'area è chiusa a nord dalla parte sud-orientale del massiccio del Monte Amiata, a est e a sud è delimitata dal confine con la regione Lazio, mentre a ovest si inoltra nelle Colline dell'Albegna e del Fiora; di fatto può essere considerata come l'appendice orientale delle colline del Fiora ma merita di essere trattata a parte, presentando caratteristiche morfologiche diverse che introducono ad una più estesa area a cavallo con l'Umbria sud-occidentale e il Lazio settentrionale.
Per la presenza e la diffusione di rocce tufacee, nella zona si trova una concentrazione naturale di radon superiore alla norma.

## Territorio

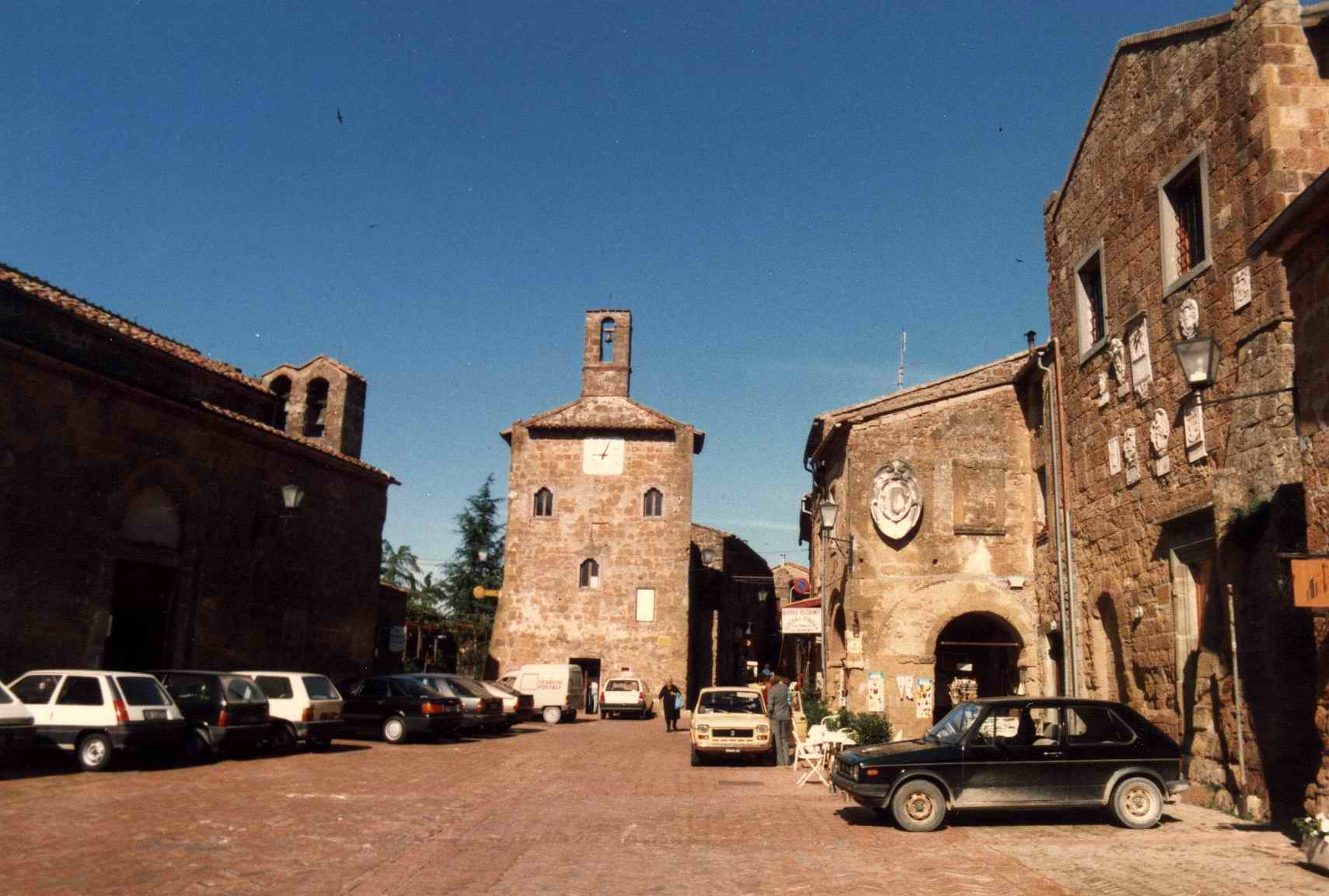
La piazza di Sovana

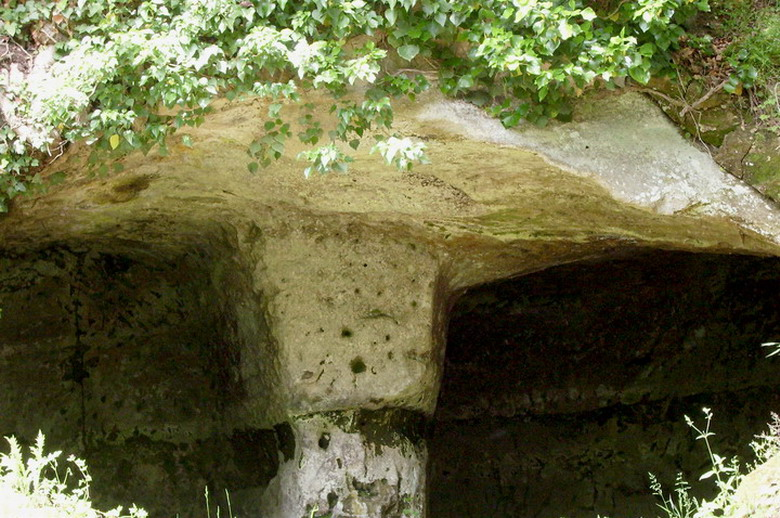
Particolare di una grotta di Vitozza

Il territorio si caratterizza per gli insediamenti rupestri, borghi e fortificazioni medievali, sorti nelle vicinanze di importanti centri abitati del periodo etrusco-romano.
Il fiume principale della zona è il Fiora; altri corsi d'acqua minori sono il Lente, suo affluente di sinistra, che a sua volta raccoglie le acque del Meleta e del Prochio. Lo Stridolone confluisce invece nel fiume Paglia in territorio laziale.
Gran parte del territorio risulta essere collinare, con quote medie comprese tra i 200 e i 400 metri s.l.m. (bassa collina), fatta eccezione per alcuni modesti rilievi montuosi che superano di poco gli 800 metri che, nella parte settentrionale, costituiscono il preludio al non lontano cono vulcanico del monte Amiata.

### Clima
Per quanto riguarda il clima, l'area presenta caratteristiche di continentalità con elevate escursioni termiche che determinano minime invernali piuttosto fredde e punte massime estive elevatissime; nel Pianetto di Sovana a luglio si registrano valori medi di temperatura minima attorno ai 15 °C e valori medi di temperatura massima superiori ai 35 °C, con punte che possono superare abbondantemente i 40 °C nelle ore più calde, anche se raramente accompagnate da condizioni di afa.
Le precipitazioni si attestano mediamente attorno agli 800 mm annui e si concentrano soprattutto nelle mezze stagioni, con la siccità estiva interrotta temporaneamente da brevi ma intense manifestazioni temporalesche pomeridiane o serali di natura termo-convettiva. I valori medi risultano però molto indicativi, visto che l'area può essere interessata da annate molto siccitose e da altre più piovose, in base anche alle correnti predominanti che, quando sono umide e si dispongono dai quadranti meridionali, tendono ad incrementare la perturbabilità per effetto stau determinato dalle sponde meridionale del massiccio del Monte Amiata.

### Stabilimenti termali
- Terme di Pitigliano sorgono in località Valle Orientina, nei dintorni di Pitigliano e si caratterizzano per una sorgente di acque termali che sgorgano ad una temperatura di circa 37 °C. Intorno alla metà dell'Ottocento venne costruito un fabbricato provvisto di due vasche in travertino per la raccolta delle acque termali che presero la denominazione di Bagnetti degli Ebrei.
- Terme di Sorano è uno stabilimento termale nei pressi della pieve di Santa Maria dell'Aquila di origini medievali, nei dintorni di Sorano. Lo stabilimento si è sviluppato recentemente presso la sorgente termale che, fin dall'epoca medievale, era ritenuta miracolosa: ciò spiega anche la costruzione della chiesa nelle sue vicinanze.

## Luoghi d'interesse

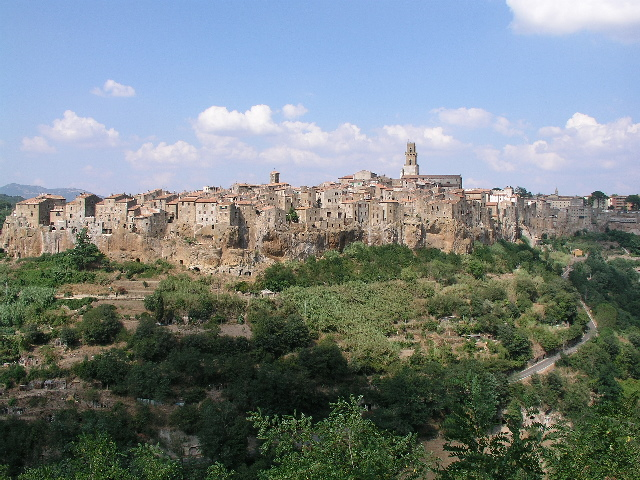
Scorcio panoramico di Pitigliano

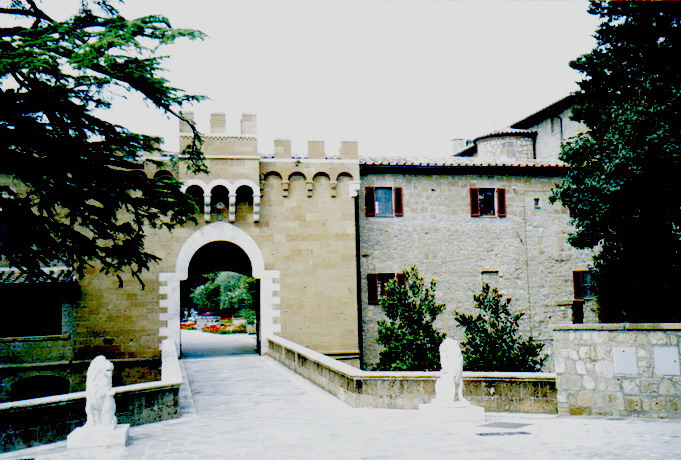
Le mura attorno al Castello di Montorio

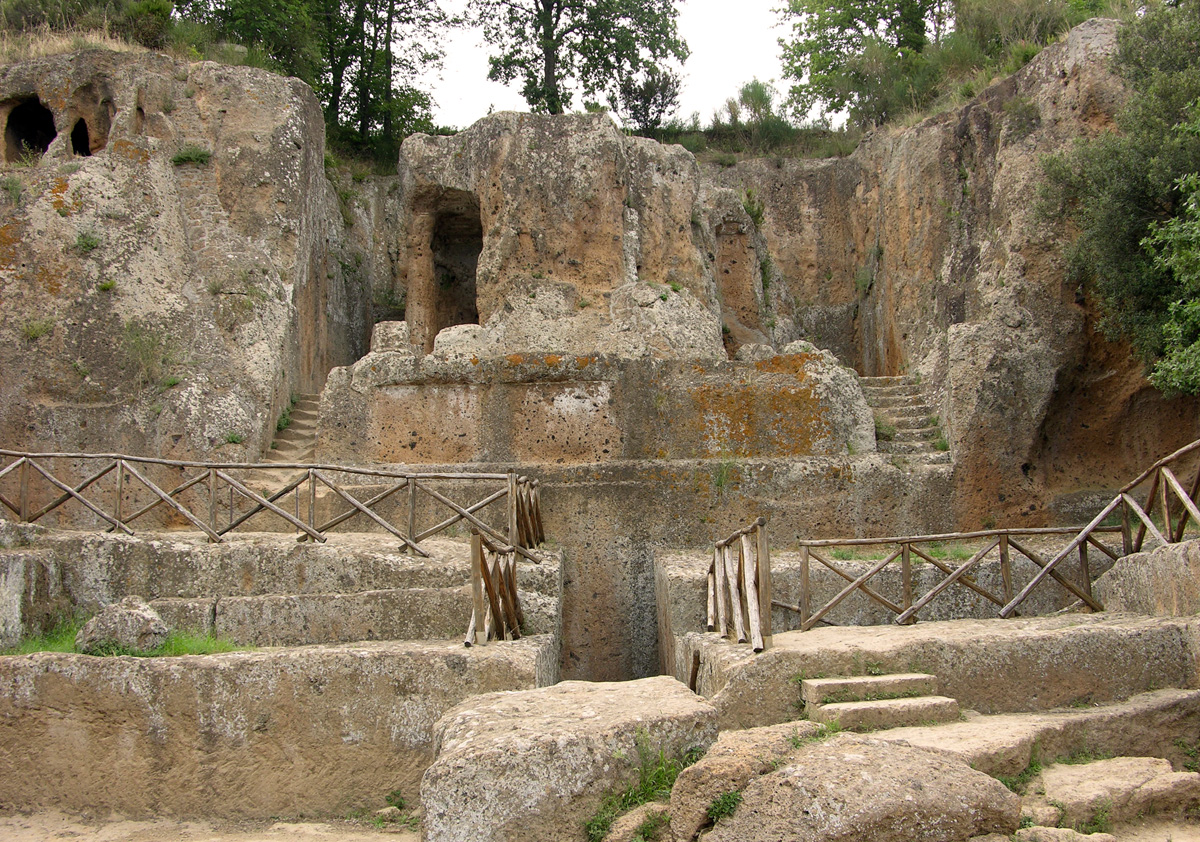
La Tomba Ildebranda presso Sovana

### Centri storici
- Castell'Azzara
- Pitigliano
- Sorano
- Sovana (località del comune di Sorano)
- Castell'Ottieri (Sorano)
- San Giovanni delle Contee (Sorano)
- Montebuono (Sorano)

### Ville, castelli e fortificazioni
- Villa Sforzesca (Castell'Azzara)
- Castello di Montorio (Sorano)
- Castello di Sopano (Sorano)
- Rocca di Castell'Ottieri (Sorano)
- Rocca di Montevitozzo (Sorano)
- Villa Orsini (Sorano)
- Rocca di Fregiano (Sorano)

### Abbazie e monasteri
- Abbazia di San Benedetto del Calvello (Sorano)
- Pieve di Santa Maria dell'Aquila (Sorano)
- Santuario della Madonna del Cerreto (Sorano)

### Aree archeologiche
- Poggio Buco (Pitigliano)
- Parco archeologico del Tufo (nei territori comunali di Pitigliano e Sorano)
- Vie Cave (nei territori comunali di Pitigliano e Sorano)
- Area archeologica di Sovana (presso l'omonima località del comune di Sorano)

#### Insediamenti rupestri
- Vitozza (Sorano)